# Elisabeth Paté-Cornell

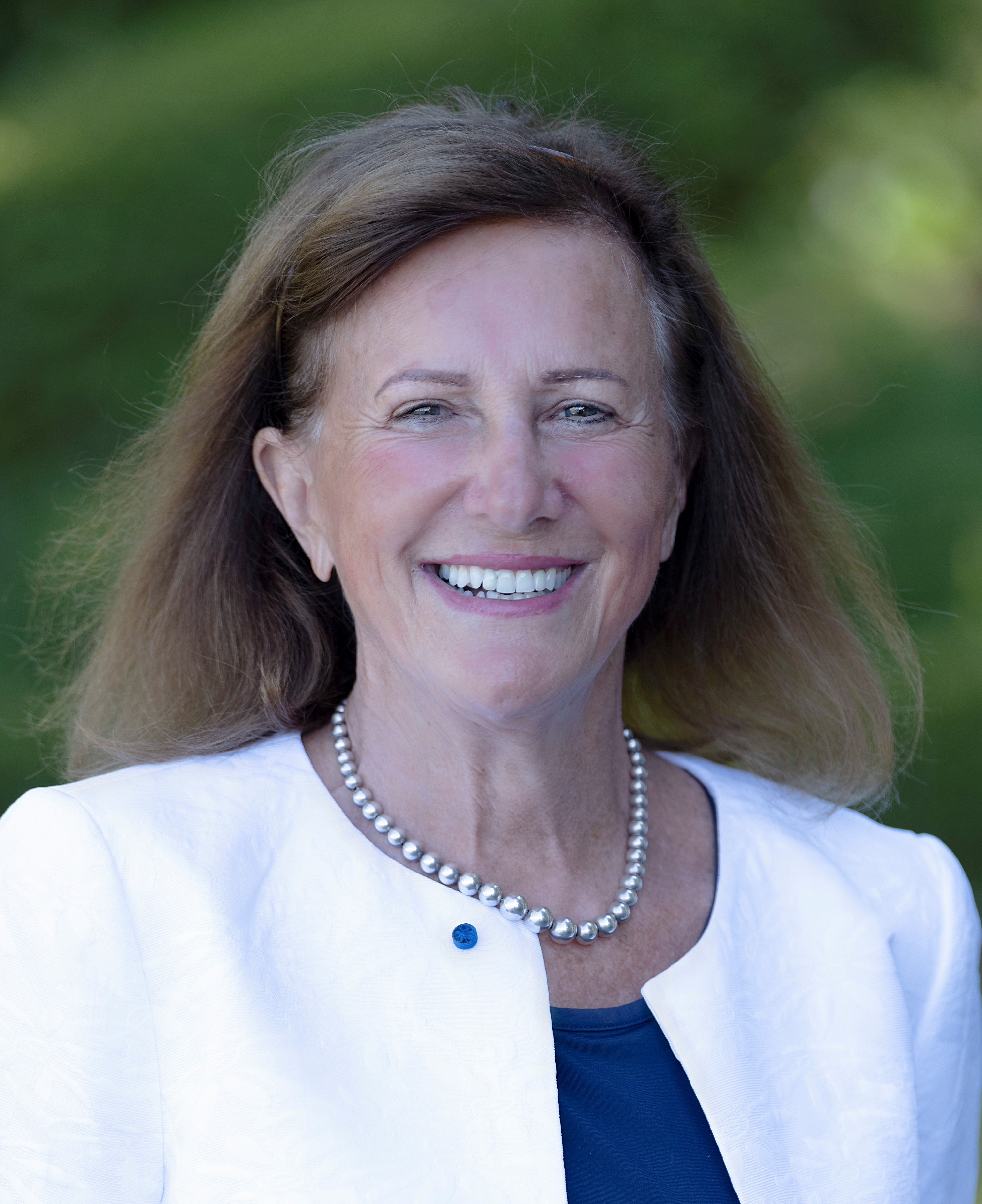
Elisabeth Paté-Cornell (2021)

Marie-Elisabeth Lucienne Paté-Cornell (geb. 17. August 1948 in Dakar (Senegal)) ist eine US-amerikanische Ingenieurin und Hochschullehrerin an der Stanford University mit den Schwerpunkten Risikoanalyse und Risikomanagement.

## Herkunft und Ausbildung
Marie-Elisabeth Paté-Cornell kam 1948 als Tochter eines französischen Marine-Offiziers und Spezialisten für Telekommunikation in der senegalesischen Hauptstadt Dakar zur Welt. Sie wuchs in Senegal und verschiedenen französischen Städten auf. 1968 schloss sie ein Bachelorstudium in Mathematik und Physik an der Universität Aix-Marseille ab. 1970 erwarb sie am Institut polytechnique de Grenoble den Master in angewandter Mathematik und Informatik, 1971 zusätzlich dort auch ein Ingenieurdiplom. Sie wechselte in die USA und absolvierte 1972 an der Stanford University einen Masterstudiengang in Operations Research. 1978 promovierte sie ebenfalls in Stanford als Ph.D. in Engineering-Economic Systems.

## Karriere
Paté-Cornell trat ihre erste Stelle als Assistant Professor für Civil Engineering am Massachusetts Institute of Technology (MIT) an. 1991 wurde sie Professorin in der Abteilung für Industrial Engineering der Stanford University. Von 1997 bis 2011 war sie Leiterin der neugegründeten Abteilung für Management Science and Engineering. 1999 übernahm sie die Burt and Deedee McMurtry-Professur an der Stanford School of Engineering. Sie ist auch Senior Fellow am Stanford Institute for International Studies.
Paté-Cornell ist Expertin für Risikoanalyse und -management in den Ingenieurwissenschaften, insbesondere den Einsatz des Bayesschen Wahrscheinlichkeitsbegriffs für die Verarbeitung invollständiger Informationen. Die Forschung von Paté-Cornells Arbeitsgruppe konzentriert sich auf die Einbeziehung von Technik- und Managementfaktoren in Risikoanalyse-Modelle bspw. für NASA-Shuttles, Offshore-Ölbohrinseln und Medizinprodukte. Seit 2001 untersuchte sie auch das spezifische Risiko von Terrorattacken.

## Ausgewählte Auszeichnungen
- 2001 bis 2008 Mitglied des President’s Intelligence Advisory Board[1]
- 2003 Mitglied der französischen Académie des technologies
- 2002 Fellows Award des Institute for Operations Research and the Management Sciences (INFORMS)[2]
- 2002 Distinguished Achievement Award der Society for Risk Analysis
- 2002 Award for Meritorious Civilian Service der U.S. Air Force
- 2001 Council-Mitglied der National Academy of Engineering
- 1995 Mitgliedschaft National Academy of Engineering
- 1995 Fellow der Society for Risk Analysis
- 1994 Stanford Fellow, NASA-ASEE
- 1990 Best Paper Award der American Nuclear Society

## Privatleben
Aus der Ehe mit ihrem 2007 verstorbenen Kollegen C. Allin Cornell hat sie zwei Kinder, Philip (1981) und Ariane (1984). Seit 2013 ist sie in zweiter Ehe mit dem US-Admiral James O. Ellis verheiratet.

## Ausgewählte Veröffentlichungen
- Public policy in earthquake effects mitigation : earthquake engineering and earthquake prediction, 1978
- Bayesian updating of the probability of nuclear attack, 1990
- Assessment and management of the risks of debris hits during space station EVAs, 1997
- Risk and uncertainty analysis in government safety decisions , 2002
- Perspectives on complex global challenges : education, energy, healthcare, security and resilience, 2016